# Narva (folyó)
A Narva (oroszul Нарва, németül Narwa) mintegy 78 km hosszan vezeti le Csúd-tó vizét a Balti-tengerhez. Narva-Jõesuunál torkollik a Finn-öbölbe. A folyó hajózható és ellátja a Narvai-víztározót, melyen a szovjet időkben erőművet létesítettek az áramtermelés számára. Róla van elnevezve az időszámításunk előtti 6. évezred egyik már ismert, fontos kultúrája a narvai kultúra, amely mezolitikumtól a feltételezések szerint egészen a bronzkorig létezett.
A középkor végétől jelentős a folyó és a Csúd-tó, mint határ az orosz és az észt települések között a Baltikum területén. 
Észtország újbóli függetlensége óta (1991) ismét határfolyó Oroszország és a balti állam között, 2004. május 1-je óta pedig az Európai Unió keleti határa is egyben. A folyó felett található az Oroszország és Észtország közötti legfontosabb határátkelőhely (Narva–Ivangorod).
Oroszországot és Észtországot több éve úszó, lebegő határbóják választották el egymástól a Narva folyón, amíg 2024. május 23-án egyik éjjel az orosz határőrök azokat összeszedték  A vízibójákat az orosz hatóságok többszöri észt kérés ellenére sem helyezték vissza, azonban ezek nélkül a hajósok nem tudják megállapítani, hogy melyik országban vannak, bizonytalan, hogy azóta hol húzódik a határ.

## Fordítás
- Ez a szócikk részben vagy egészben  a   Narva (Fluss) című német Wikipédia-szócikk fordításán alapul.  Az eredeti cikk szerkesztőit annak laptörténete sorolja fel. Ez a jelzés csupán a megfogalmazás eredetét és a szerzői jogokat jelzi, nem szolgál a cikkben szereplő információk forrásmegjelöléseként.
- Ez a szócikk részben vagy egészben  a   Narva jõgi című észt Wikipédia-szócikk fordításán alapul.  Az eredeti cikk szerkesztőit annak laptörténete sorolja fel. Ez a jelzés csupán a megfogalmazás eredetét és a szerzői jogokat jelzi, nem szolgál a cikkben szereplő információk forrásmegjelöléseként.